# Erik-Roger Lang
Erik-Roger Lang (* 27. April 1930) in Genf ist ein ehemaliger Schweizer Diplomat. 

## Leben
Erik-Roger Lang trat 1963 in den auswärtigen Dienst. Vom 1. Juli 1978 bis 31. Juli 1981 war er Botschafter in Teheran, vom 21. September 1981 bis 1984 Botschafter in Algier, vom 1. Oktober 1985 bis 30. Juni 1989 Botschafter in Ottawa und vom 26. Juni 1989 bis 30. März 1995 Botschafter in Lissabon.